# Serviço Nacional de Saúde

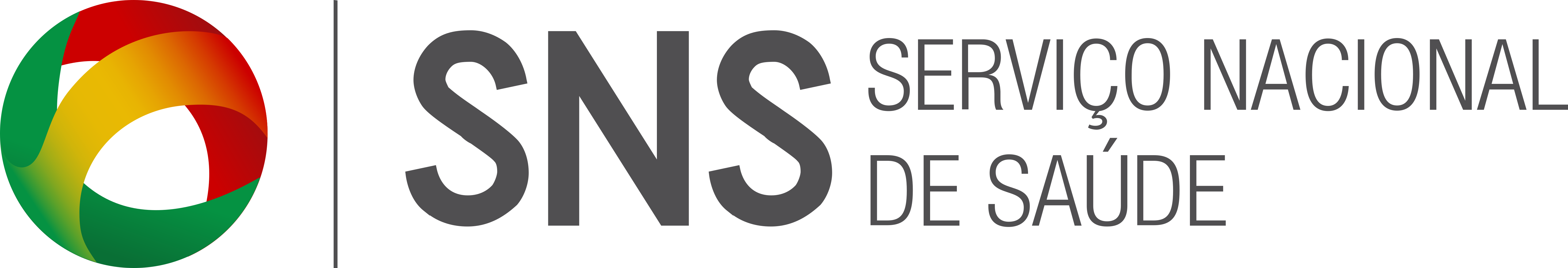
Logo des Serviço Nacional de Saúde

Der Serviço Nacional de Saúde (SNS; deutsch Nationaler Gesundheitsdienst) ist das staatliche Gesundheitssystem in Portugal. Es ist steuerfinanziert und steht jedem Menschen zur Verfügung, der sich im Land aufhält.

## Geschichte

### 1899–1974

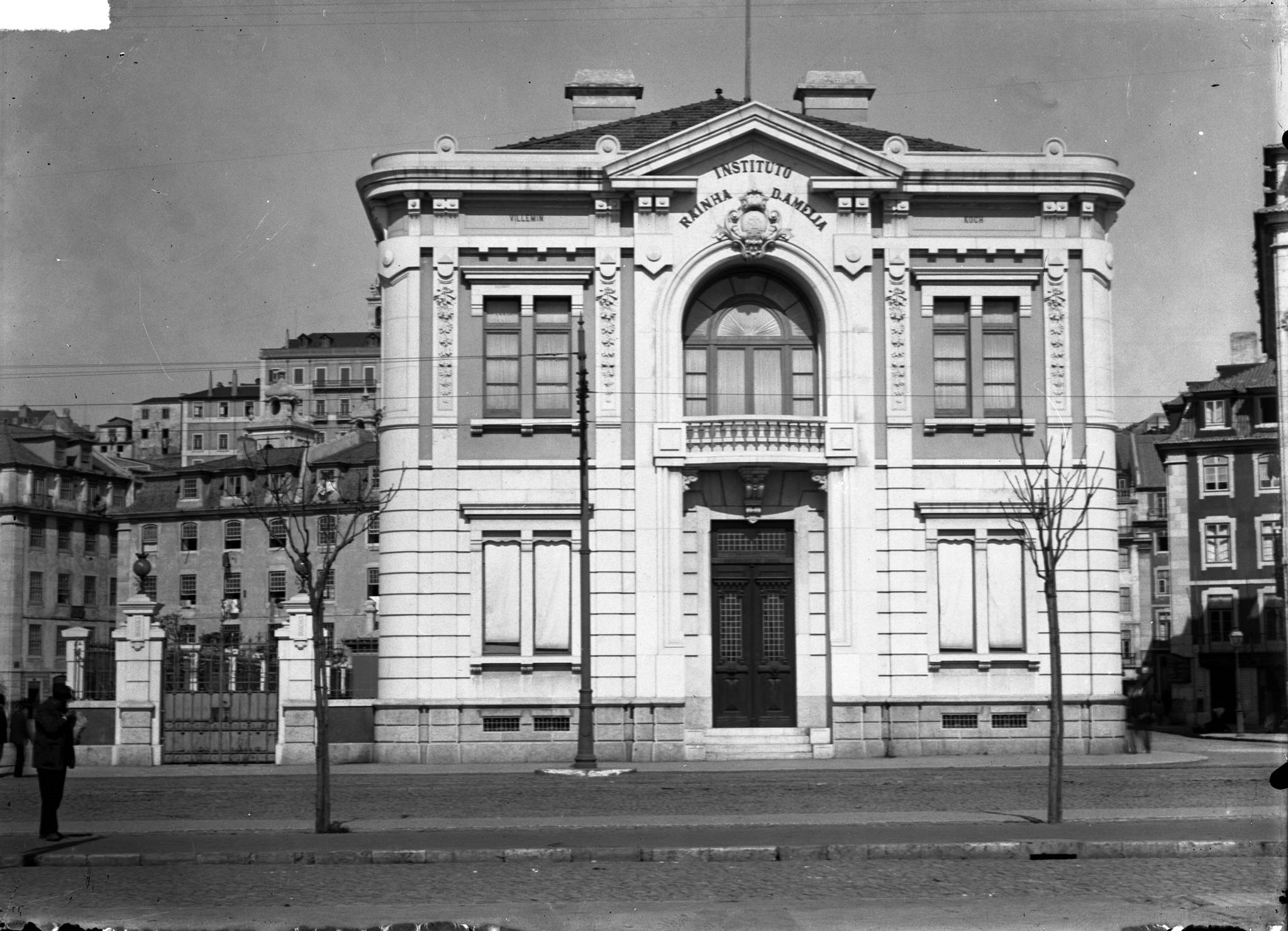
Das Instituto Rainha Dona Amélia in Lissabon um 1900, Sitz des Instituto Central da Assistência Nacional aos Tuberculosos, dem zentralen Tuberkulose-Institut in Portugal.

Bis 1899 war das Gesundheitssystem private Angelegenheit, während sich der Staat lediglich um Einrichtungen für Mittellose kümmerte. Mit dem Regulamento Geral dos Serviços de Saúde e Beneficência Pública (dt. etwa: Allgemeine Regelung der Gesundheitsdienste und Öffentlicher Fürsorge), das erst 1901 verabschiedet und 1903 in Dienst gestellt werden konnte, begann eine erste staatliche Regelung. 1945 wurde die unzureichende Versorgung durch den Staat anerkannt (Decreto-Lei n.º 35108 vom 7. November), und erste Institute wurden geschaffen, insbesondere um gegen die Müttersterblichkeit und die Tuberkulose vorzugehen. Am 2. April 1946 mündete dies in einer neuen Gesundheitssystem-Regelung (Lei n.º 2011), in deren Folge eine Reihe von Krankenhäuser im Land neu entstanden. Sie wurden der Santa Casa de Misericórdia unterstellt, einer karitativen Organisation, die 1498 von Königin Leonor gegründet worden war.
1958 wechselte die Zuständigkeit vom Innenministerium zum Gesundheitsministerium, das mit Gesetz vom 13. August 1958 (Decreto-Lei n.º 41825) erstmals erschaffen wurde. Mit neuer gesetzlicher Regelung vom 19. Juli 1963 (Lei n.º 2120) wurde eine Verantwortung des Staates für Schaffung und Erhalt eines landesweiten Gesundheitssystems geschaffen und in die Hände des Gesundheitsministeriums gelegt, welches fortan die bisherigen Institutionen zu kontrollieren, und die Schaffung notwendig werdender größerer Institutionen finanziell und organisatorisch zu unterstützen hatte. 1968 wurden die Gesundheitsberufe und die Auflagen der Krankenhäuser einheitlich geregelt (Decreto-Lei n.º 48357).
1971 entstand erstmals die Idee eines einheitlichen öffentlichen Gesundheitssystems im seit 1932 totalitär herrschenden Estado Novo-Regime Portugals. Mit Gesetz vom 27. September 1971 (Decreto-Lei n.º 413/71) anerkannte die Regierung das Recht aller Portugiesen auf Gesundheit und die Verpflichtung des Staates, dieses Recht durch die Hand seines Gesundheitsministeriums und mit Hilfe einer einheitlichen Gesundheitspolitik aktiv sicherzustellen. In allen anerkannten medizinisch-pharmazeutischen Bereichen wurden die Berufsgruppen und ihre Ausbildungswege staatlich festgelegt.

### 1974–1993

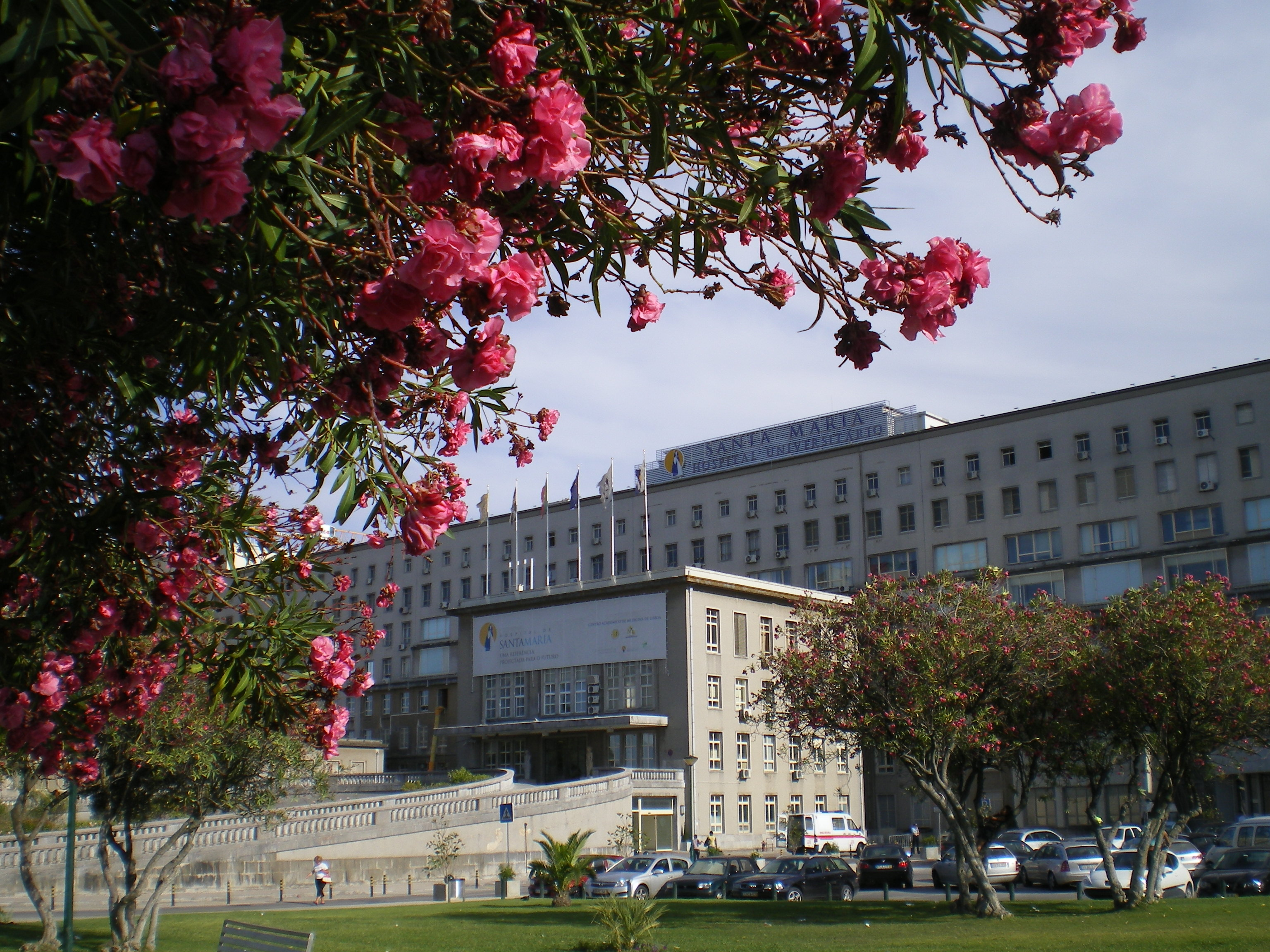
Das Hospital de Santa Maria in Lissabon, eines der größten Krankenhäuser des SNS

1974 fand in Portugal mit der Nelkenrevolution ein tiefgreifender politischer und gesellschaftlicher Wandel statt, in dessen Folge die Gesundheitspolitik nun stark forciert wurde. Die 1976 verabschiedete Verfassung Portugals schrieb durch seinen Artikel Nr. 64 Schaffung und Erhalt eines umfassenden, allgemeinen und kostenlosen nationalen Gesundheitssystems vor (orig.: Serviço nacional de saúde universal, geral e gratuito). Nach Umbau und vereinheitlichender Integration der bisher bestehenden Institutionen wurde mit Gesetz vom 15. September 1979 (Lei n.º 56/79) der Serviço Nacional de Saúde (SNS) eingeführt. Er dient allen Bürgern, Besuchern und Flüchtlingen im Land unabhängig von ihren Vermögensverhältnissen. Seine Aufgabe ist die Durchführung der staatlichen Gesundheitspolitik, einschließlich Aufklärung, Prävention, Gesundheitsförderung, Rehabilitation und Nachsorge, u. a. Seine Dienste sind kostenlos, jedoch ist eine Möglichkeit zur moderaten Beteiligung der Nutzer des SNS als Gestaltungsinstrument vorgesehen.
1982 wurden die dezentralen Gesundheitsverwaltungen des SNS neu geschaffen (Decreto-Lei n.º 254/82, vom 29. Juni), und dem SNS volle Autonomie über Verwaltung und Finanzen gegeben (Decreto-Lei n.º 357/82, vom 6. September). Am 25. Juli 1983 (Despacho Normativo n.º 97/83) wurde zudem der SNS mit der Schaffung von regionalen Gesundheitszentren (Centros de Saúde) als Ergänzung und Ausweitung der Gesundheitsversorgung beauftragt.
Am 21. Januar 1988 wurden die Krankenhäuser des SNS gesetzlich zu betriebswirtschaftlichen Grundsätzen in ihrem Betrieb verpflichtet, indem das Gesetz (Decreto-Lei n.º 19/88) die Qualität der Gesundheitsdienste als vorrangig festschrieb, jedoch gleichzeitig Rentabilitätskriterien einführte. Der SNS wurde von der Politik damit den zeitgleichen Veränderungen in den restlichen EU-Ländern angepasst. In dem Zusammenhang wurde 1989 mit der zweiten Verfassungsrevision der Artikel 64 geändert. Das Recht auf Gesundheit wird nun nicht mehr durch einen umfassenden, allgemeinen und kostenlosen Gesundheitsdienst sichergestellt, sondern durch einen umfassenden, allgemeinen und unter Berücksichtigung der ökonomischen und sozialen Verhältnisse des Bürgers nur tendenziell kostenlosen Gesundheitsdienst (orig.: universal e geral e, tendo em conta as condições económicas e sociais dos cidadãos, tendencialmente gratuito). Begründet wurde der Schritt mit sozialer Gerechtigkeit und effizienterer Mittelverwendung.
Am 24. August 1990 wurde mit dem Gesetz über die Grundsätze der Gesundheit (Lei de Bases da Saúde, Lei n.º 48/90) diese nicht nur als Recht, sondern ergänzend auch als gemeinsame Verantwortung von Bürgern, Gesellschaft und Staat festgelegt. Alle Aspekte der Gesundheit bleiben in Verantwortung und Kontrolle des Staates; er kann dies weiterhin mit eigenen Einrichtungen verfolgen, fortan aber auch andere Beteiligte wie Vereine oder Unternehmen, mit oder ohne Gewinnerzielungsabsicht, mit einzelnen Aufgaben betrauen. Gebühren können erhoben werden und müssen dann an das SNS abgeführt werden, wobei Freistellungsregelungen für Nutzer mit höherem Risiko oder geringen Einkommen bestehen. 1993 wurde am 29. Juli (Decreto-Lei n.º 198/95) eine Identifikationskarte für die Nutzer des SNS eingeführt, und am 29. September (Decreto-Lei n.º 335/93) das Kompetenzgefüge zu Gunsten der regionalen SNS-Verwaltungen verändert, um die bedarfsgerechte regionale Versorgung zu verbessern.

### Seit 1993

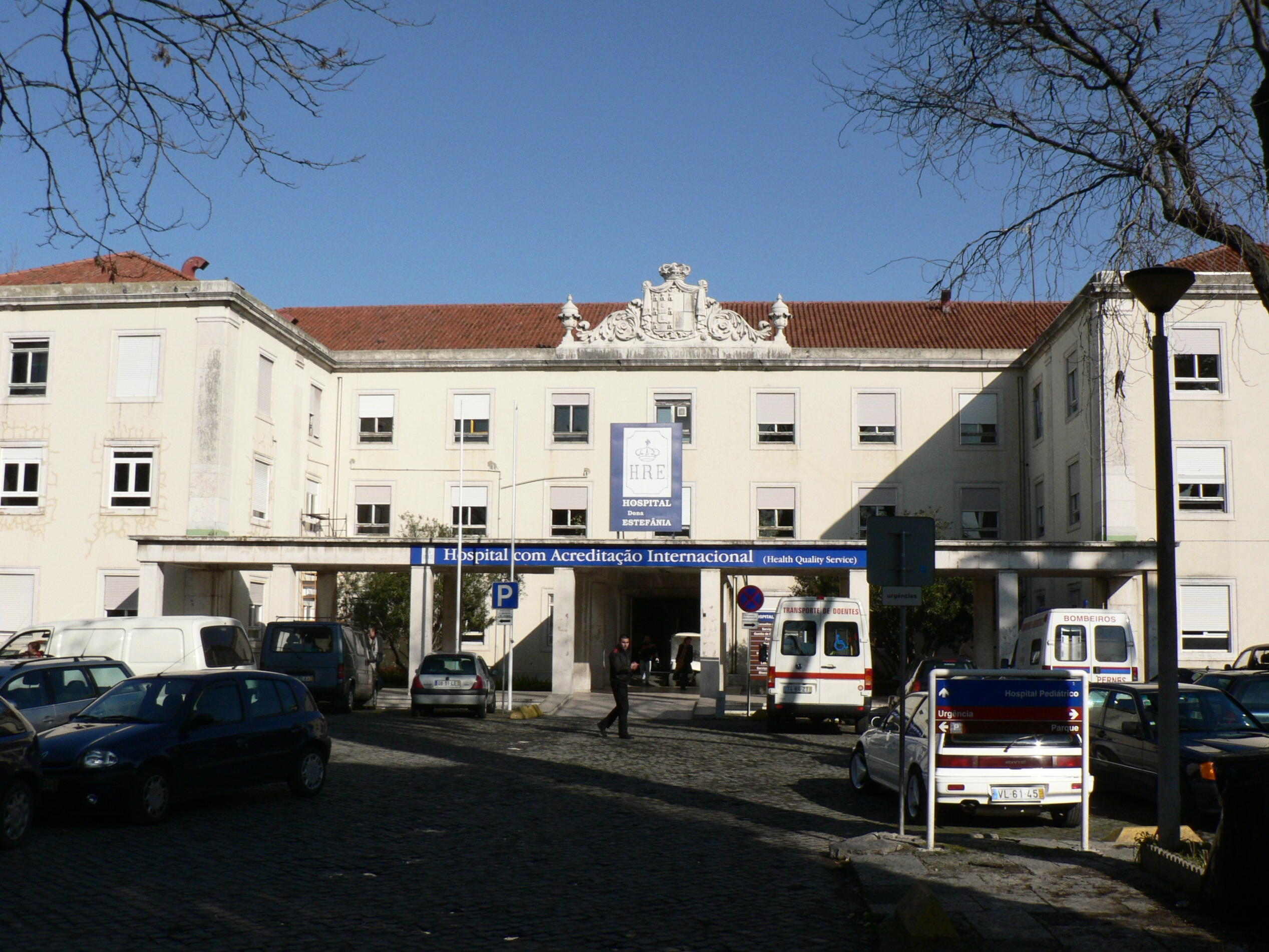
Die renommierte Kinderklinik Hospital Dona Estefânia in Lissabon

In den Jahren bis 2008 folgten eine Reihe weiterer Gesetzesänderungen, die die Vergütungsregelungen der Ärzte, die Verwaltungsbeziehungen von Staat und SNS-Organen, eine weiter regionalisierte Annäherung der Gesundheitsversorgung an den Wohnort der Bürger, und die Einführung weiterer privatwirtschaftlicher Instrumente betrafen. Mit dem Gesetz vom 2. April 2009 (Decreto-Lei n.º 81/2009) wurde eine zukünftige Neudefinition der Gesundheits- und Krankheitsbegriffe ermöglicht, im Hinblick auf gesellschaftliche, klimatische und andere Veränderungen der Lebensstile der Bürger.
Im Zeichen der Finanzkrise ab 2007 wurden die staatlichen Zuwendungen zum SNS in seinen unterschiedlichen Bereichen immer wieder gekürzt oder zurückgestellt, was zu verstärkten Protesten der Ärzteschaft, der SNS-Nutzer ohne private Alternativen, und der zunehmend unzufriedenen Patienten auf Grund von zunehmenden Wartezeiten und nachlässiger Versorgung durch zeitlich beschnittenes Pflegepersonal führte. Die Regierung verwies dabei auf ein weiter angestiegenes Gesundheitsbudget trotz Finanzkrise. Von den Urhebern des SNS wurde zudem die zunehmende Abkehr vom ursprünglichen Gründungsgedanken bemängelt.
Die Fortschritte des portugiesischen Gesundheitssystems seit Einführung des SNS, und die damit einhergehenden deutlichen Verbesserungen auch hinsichtlich sozialer Gerechtigkeit, sind indes unbestritten in Portugal. Auch das Vertrauen der Portugiesen zum SNS ist weiter ungebrochen hoch.

## Struktur

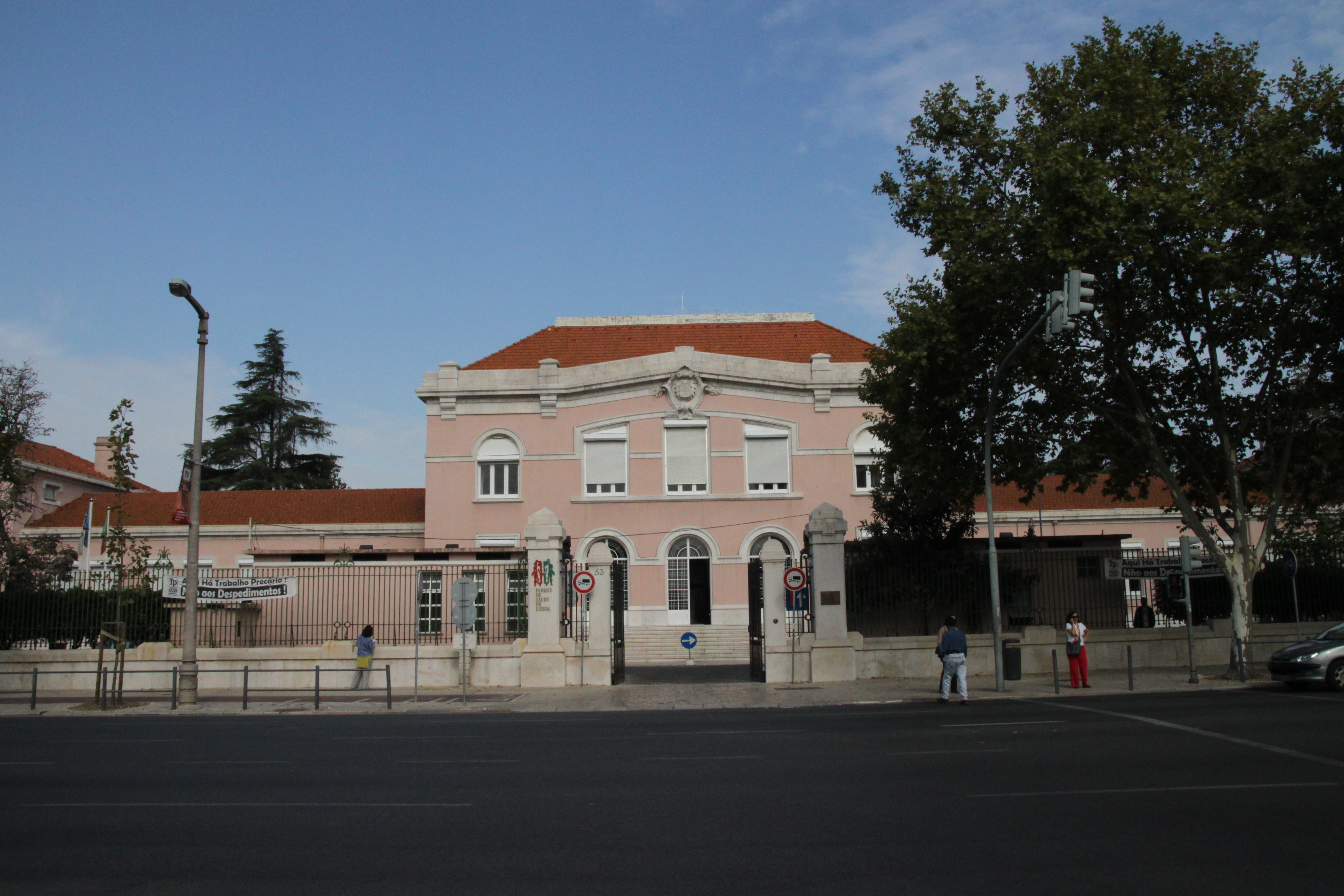
Die psychiatrische Klinik Hospital Júlio de Matos des SNS, in Lissabon

### Globaler Aufbau
Dem Serviço Nacional de Saúde (SNS) unterstehen alle öffentlichen Einrichtungen des Gesundheitswesens, insbesondere
- alle regionalen Gesundheitszentren (Centros de Saúde)
- alle öffentlichen Krankenhäuser, unabhängig von ihrer offiziellen Bezeichnung
- alle lokale Gesundheitsstationen (unidades locais de saúde)

Der SNS seinerseits untersteht der jeweiligen, für den Bereich der Gesundheit zuständigen Regierungsbehörde, aktuell das Gesundheitsministerium, welches die übergeordnete Aufsicht und Weisungsbefugnis über alle SNS-Einrichtungen innehat, unabhängig von der jeweiligen Rechtsform der Einrichtung.

### Geografische Struktur
Kontinental-Portugal ist in der geografischen Struktur des SNS in Regionen unterteilt, während die beiden Inselarchipele als Autonome Regionen Madeira und Azoren mit dem Serviço Regional de Saúde eine jeweils eigene Struktur führen, in dem die beiden Stufen des Gesundheitssystems zusammen integriert sind.
Auf dem Festland sind die beiden Stufen getrennt. Die lokalen Gesundheitszentren, die Centros de Saúde, als erste Stufe des Gesundheitssystems (cuidados primários) und die Krankenhäuser Hospitais (cuidados hospitalares) als zweite Stufe, werden innerhalb der Regionen zu lokalen Einheiten zusammengefasst, den Agrupamentos de Centros de Saúde (Gruppe von Gesundheitszentren, teils mit jeweils eigenen Außenstellen) und den Centros Hospitalares (Krankenhäuser, teils mit mehreren Abteilungen oder Häusern in mehreren Orten).
In Festland-Portugal bestehen 363 Gesundheitszentren, teils mit eigenen Zweigstellen, und 212 Krankenhäuser, von denen 91 von privaten Trägern geführt werden und vier in der umstrittenen Form von öffentlich-privaten Partnerschaften betrieben werden, seit der Rückführung des Krankenhauses von Braga ist diese Zahl auf 3 gesunken. Die daneben bestehenden Privatpraxen, die sogenannten Clínicas, gehören nicht zu diesem SNS-System.
Auf dem Festland bestehen fünf SNS-Regionen, weitgehend entsprechend den Regionen Kontinental-Portugals:
- Região de Saúde do Norte (Nördliche Region) mit 24 Agrupamentos de Centros de Saúde und 16 Centros Hospitalares
- Região de Saúde do Centro (Zentrale Region) mit 8 Agrupamentos de Centros de Saúde und 13 Centros Hospitalares
- Região de Saúde de Lisboa e Vale do Tejo (Region Lissabon und Tejo-Tal) mit 15 Agrupamentos de Centros de Saúde und 16 Centros Hospitalares
- Região de Saúde do Alentejo (Region Alentejo) mit 4 Agrupamentos de Centros de Saúde und 6 Centros Hospitalares
- Região de Saúde do Algarve (Region Algarve) mit 3 Agrupamentos de Centros de Saúde und 2 Centros Hospitalares

## Finanzen
Der SNS finanziert sich aus dem Budget, das der jährliche Staatshaushalt der Regierung Portugals dem Gesundheitswesen zuweist. Neben der Zuweisung aus Steuermitteln setzt sich dieses Budget in geringerem Ausmaße auch noch aus anderen Einnahmen zusammen, etwa aus der taxa moderadora, einer laut Verfassung zulässigen Selbstbeteiligung der SNS-Nutzer in Form von Praxisgebühren oder geringen Eigenbeteiligungen an einigen Operationskosten u. ä. Einkommensschwache Bürger sind von der taxa moderadora und von einem Großteil der Rezeptgebühren ganz oder teilweise befreit.
Das Gesundheitssystem in Portugal gilt weiterhin als chronisch unterfinanziert, insbesondere seit der tiefgreifenden Wirtschaftskrise des Landes in Folge der Eurokrise ab 2010. Im Zuge der wirtschaftlichen Erholung Portugals hat die sozialistische Regierung unter António Costa seit 2018 jedoch eine finanzielle Stärkung des SNS begonnen, die in jährlich erhöhten Gesundheitsbudgets, Rücknahme von Einschnitten bei Gesundheitsberufen und Rückzahlung von Schulden des SNS besteht. So erfuhr das Gesundheitsbudget im Staatshaushalt 2020 eine erneute Erhöhung, diesmal um 942 Mio. Euro im Vergleich zum Vorjahr, dazu kommen Sonderbudgets für die Modernisierung der Infrastruktur und die personelle Verstärkung des SNS.
Im Jahr 2019 beliefen sich die Gesamtausgaben des SNS auf 10.680,1 Mio. Euro, ein Anstieg um etwa 4,8 % gegenüber dem Vorjahr, wobei die Personalkosten mit einem Anstieg um 7,4 % am meisten dazu beitrugen. Es verblieb ein Defizit von 620,9 Mio. Euro, während die Planungen nur von einem Fehlbetrag von 90 Mio. Euro ausgegangen waren. Etwa 600 Mio. Euro waren dabei laut Gesundheitsministerin Marta Temido zur Begleichung offener Forderungen aufgewendet worden, ohne diesen Posten wäre sonst der angestrebte Haushalt nahe einer ausgeglichenen Finanzsituation des SNS fast erreicht worden, so die Ministerin im Januar 2020.